# Denmark Open 2006
Die Denmark Open 2006 waren eines der Top-10-Turniere des Jahres im Badminton in Europa. Sie fanden in Aarhus vom 31. Oktober bis zum 5. November 2006 statt. Das Preisgeld betrug 170.000 US$.

## Austragungsort
- Aarhus Atletion, The Arena

## Sieger und Platzierte
| Disziplin    | Gold                                | Silber                              | Bronze                                     |
| ------------ | ----------------------------------- | ----------------------------------- | ------------------------------------------ |
| Herreneinzel | Chen Hong                           | Chen Yu                             | Peter Gade                                 |
| Herreneinzel | Chen Hong                           | Chen Yu                             | Kenneth Jonassen                           |
| Dameneinzel  | Jiang Yanjiao                       | Lu Lan                              | Yao Jie                                    |
| Dameneinzel  | Jiang Yanjiao                       | Lu Lan                              | Tine Rasmussen                             |
| Herrendoppel | Lars Paaske Jonas Rasmussen         | Mathias Boe Joachim Fischer Nielsen | Jens Eriksen Martin Lundgaard Hansen       |
| Herrendoppel | Lars Paaske Jonas Rasmussen         | Mathias Boe Joachim Fischer Nielsen | Lin Woon Fui Fairuzizuan Tazari            |
| Damendoppel  | Kamila Augustyn Nadieżda Kostiuczyk | Gail Emms Donna Kellogg             | Lena Frier Kristiansen Kamilla Rytter Juhl |
| Damendoppel  | Kamila Augustyn Nadieżda Kostiuczyk | Gail Emms Donna Kellogg             | Jo Novita Greysia Polii                    |
| Mixed        | Anthony Clark Donna Kellogg         | Thomas Laybourn Kamilla Rytter Juhl | Rasmus Andersen Anastasia Russkikh         |
| Mixed        | Anthony Clark Donna Kellogg         | Thomas Laybourn Kamilla Rytter Juhl | Nathan Robertson Gail Emms                 |

## Resultate

### Herreneinzel
- Peter Gade –  Qiu Yanbo:
- Jacob Damgaard –  Raul Must:
- Niels Christian Kaldau –  Jan Vondra:
- Wong Choong Hann –  Kasper Ipsen:
- Dicky Palyama –  Pedro Yang:
- Anup Sridhar –  Khrishnan Yogendran:
- Andrew Dabeka –  Anders Malthe Nielsen:
- Rajiv Ouseph –  Marcel Reuter:
- Chen Yu  –  Petr Koukal:
- Jan Ø. Jørgensen –  Christian Lind Thomsen:
- John Moody –  Rune Massing:
- Richard Vaughan –  Jürgen Koch:
- Joachim Persson –  Toby Honey:
- Kęstutis Navickas –  Michael Christensen:
- Lee Yen Hui Kendrick –  Björn Joppien:
- Hans-Kristian Vittinghus –  Scott Evans:
- Nikhil Kanetkar –  Roman Spitko:
- Kasper Ødum –  Jan Fröhlich:
- Anand Pawar –  Stephan Wojcikiewicz:
- Sairul Amar Ayob –  Kashyap Parupalli:
- Taufiq Hidayat Akbar –  Pei Wee Chung:
- Przemysław Wacha –  Koen Ridder:
- Ismail Saman –  Ronald Susilo:
- Kenneth Jonassen –  Nicholas Kidd:
- Jens-Kristian Leth –  Kaveh Mehrabi:
- Roslin Hashim –  Aamir Ghaffar:
- Lee Tsuen Seng –  Sven Eric Kastens:
- Nathan Rice –  Eric Pang:
- Peter Mikkelsen –  Stuart Gomez:
- Chetan Anand –  Erwin Kehlhoffner:
- Kristian Karttunen –  Magnus Sahlberg:
- Chen Hong –  Bobby Milroy:
- Peter Gade –  Jacob Damgaard:
- Wong Choong Hann –  Niels Christian Kaldau:
- Dicky Palyama –  Anup Sridhar:
- Andrew Dabeka –  Rajiv Ouseph:
- Chen Yu  –  Jan Ø. Jørgensen:
- Richard Vaughan –  John Moody:
- Joachim Persson –  Kęstutis Navickas:
- Lee Yen Hui Kendrick –  Hans-Kristian Vittinghus:
- Nikhil Kanetkar –  Kasper Ødum:
- Sairul Amar Ayob –  Anand Pawar:
- Przemysław Wacha –  Taufiq Hidayat Akbar:
- Kenneth Jonassen –  Ismail Saman:
- Roslin Hashim –  Jens-Kristian Leth:
- Lee Tsuen Seng –  Nathan Rice:
- Chetan Anand –  Peter Mikkelsen:
- Chen Hong –  Kristian Karttunen:

|  | Achtelfinale | Achtelfinale         | Achtelfinale | Achtelfinale | Achtelfinale |  |  | Viertelfinale | Viertelfinale    | Viertelfinale | Viertelfinale | Viertelfinale |  |  | Halbfinale       | Halbfinale | Halbfinale | Halbfinale | Halbfinale |  |  | Finale | Finale | Finale | Finale | Finale |
|  |              |                      |              |              |              |  |  |               |                  |               |               |               |  |  |                  |            |            |            |            |  |  |        |        |        |        |        |
|  |              | Peter Gade           | 21           | 21           |              |  |  |               |                  |               |               |               |  |  |                  |            |            |            |            |  |  |        |        |        |        |        |
|  |              | Wong Choong Hann     | 17           | 12           |              |  |  |               | Peter Gade       | 21            | 21            |               |  |  |                  |            |            |            |            |  |  |        |        |        |        |        |
|  |              | Dicky Palyama        | 21           | 12           | 21           |  |  |               | Dicky Palyama    | 14            | 18            |               |  |  |                  |            |            |            |            |  |  |        |        |        |        |        |
|  |              | Andrew Dabeka        | 12           | 21           | 14           |  |  |               |                  |               |               |               |  |  | Peter Gade       | 22         | 15         |            |            |  |  |        |        |        |        |        |
|  |              | Chen Yu              | 21           | 21           |              |  |  |               |                  |               |               |               |  |  | Chen Yu          | 24         | 21         |            |            |  |  |        |        |        |        |        |
|  |              | Richard Vaughan      | 13           | 7            |              |  |  |               | Chen Yu          | 21            | 21            |               |  |  |                  |            |            |            |            |  |  |        |        |        |        |        |
|  |              | Joachim Persson      | 21           | 22           |              |  |  |               | Joachim Persson  | 15            | 13            |               |  |  |                  |            |            |            |            |  |  |        |        |        |        |        |
|  |              | Lee Yen Hui Kendrick | 18           | 20           |              |  |  |               |                  |               |               |               |  |  | Chen Yu          | 18         | 18         |            |            |  |  |        |        |        |        |        |
|  |              | Nikhil Kanetkar      | 9            | 11           |              |  |  |               |                  |               |               |               |  |  | Chen Hong        | 21         | 21         |            |            |  |  |        |        |        |        |        |
|  |              | Sairul Amar Ayob     | 21           | 21           |              |  |  |               | Sairul Amar Ayob | 9             | 11            |               |  |  |                  |            |            |            |            |  |  |        |        |        |        |        |
|  |              | Przemysław Wacha     | 10           | 21           | 23           |  |  |               | Jonassen         | 21            | 21            |               |  |  |                  |            |            |            |            |  |  |        |        |        |        |        |
|  |              | Kenneth Jonassen     | 21           | 18           | 25           |  |  |               |                  |               |               |               |  |  | Kenneth Jonassen | 21         | 19         | 16         |            |  |  |        |        |        |        |        |
|  |              | Roslin Hashim        | 16           | 21           | 17           |  |  |               |                  |               |               |               |  |  | Chen Hong        | 18         | 21         | 21         |            |  |  |        |        |        |        |        |
|  |              | Lee Tsuen Seng       | 21           | 14           | 21           |  |  |               | Lee Tsuen Seng   | 15            | 9             |               |  |  |                  |            |            |            |            |  |  |        |        |        |        |        |
|  |              | Chetan Anand         | 16           | 15           |              |  |  |               | Chen Hong        | 21            | 21            |               |  |  |                  |            |            |            |            |  |  |        |        |        |        |        |
|  |              | Chen Hong            | 21           | 21           |              |  |  |               |                  |               |               |               |  |  |                  |            |            |            |            |  |  |        |        |        |        |        |

### Weitere Finalergebnisse
| Disziplin    | Sieger                              | Finalist                            | Ergebnis            |
| ------------ | ----------------------------------- | ----------------------------------- | ------------------- |
| Dameneinzel  | Jiang Yanjiao                       | Lu Lan                              | 21–14, 21–14        |
| Herrendoppel | Lars Paaske Jonas Rasmussen         | Mathias Boe Joachim Fischer         | 18–21, 21–10, 21–17 |
| Damendoppel  | Kamila Augustyn Nadieżda Kostiuczyk | Gail Emms Donna Kellogg             | 22–20, 21–10        |
| Mixed        | Anthony Clark Donna Kellogg         | Thomas Laybourn Kamilla Rytter Juhl | 14–21, 21–14, 22–20 |

## Weitere Ergebnisse

### Dameneinzel
- Tine Høy –  Kamila Augustyn:
- Li Wenyan –  Florence Lavoie:
- Maria Kristin Yulianti –  Rachel van Cutsen:
- Huang Chia-chi –  Rachel Howard:
- Anne Marie Pedersen –  Charmaine Reid:
- Jill Pittard –  Sophia Hansson:
- Pai Hsiao-ma –  Simone Prutsch:
- Cai Jiani –  Elin Bergblom:
- Emelie Fabbeke –  Agnese Allegrini:
- Sara Persson –  Jeanine Cicognini:
- Guo Xin –  Fransisca Ratnasari:
- Judith Meulendijks –  Solenn Pasturel:
- Ella Diehl –  Kati Tolmoff:
- Wang Lin –  Diana Dimova:
- Anna Rice –  Tania Luiz:
- Anu Nieminen –  Akvilė Stapušaitytė:
- Xu Huaiwen –  Atu Rosalina:
- Li Wenyan –  Tine Høy:
- Jiang Yanjiao –  Susan Egelstaff:
- Maria Kristin Yulianti –  Huang Chia-chi:
- Yao Jie –  Adriyanti Firdasari:
- Jill Pittard –  Anne Marie Pedersen:
- Petya Nedelcheva –  Weny Rasidi:
- Cai Jiani –  Pai Hsiao-ma:
- Sara Persson –  Emelie Fabbeke:
- Petra Overzier –  Shannon Pohl:
- Guo Xin –  Judith Meulendijks:
- Lu Lan –  Aditi Mutatkar:
- Wang Lin –  Ella Diehl:
- Tine Baun –  Karin Schnaase:
- Anu Nieminen –  Anna Rice:
- Pi Hongyan –  Elizabeth Cann:
- Xu Huaiwen –  Li Wenyan:
- Jiang Yanjiao –  Maria Kristin Yulianti:
- Yao Jie –  Jill Pittard:
- Cai Jiani –  Petya Nedelcheva:
- Petra Overzier –  Sara Persson:
- Lu Lan –  Guo Xin:
- Tine Baun –  Wang Lin:
- Anu Nieminen –  Pi Hongyan:
- Jiang Yanjiao –  Xu Huaiwen:
- Yao Jie –  Cai Jiani:
- Lu Lan –  Petra Overzier:
- Tine Baun –  Anu Nieminen:
- Jiang Yanjiao –  Yao Jie:
- Lu Lan –  Tine Baun:
- Jiang Yanjiao –  Lu Lan:

### Herrendoppel
- Jens Eriksen /  Martin Lundgaard Hansen –  Dean George /  Chris Tonks:
- Anders Kristiansen /  Simon Mollyhus –  Mike Beres /  William Milroy:
- Roman Spitko /  Michael Fuchs –  Robert Adcock /  Robin Middleton:
- Ashley Brehaut /  Aji Basuki Sindoro –  Jürgen Wouters /  Ruud Bosch:
- Imanuel Hirschfeld /  Imam Sodikin –  Thomas Røjkjær Jensen /  Tommy Sørensen:
- Lars Paaske /  Jonas Rasmussen –  Hendra Gunawan /  Joko Riyadi:
- Rasmus Andersen /  Peter Steffensen –  Michał Łogosz /  Robert Mateusiak:
- Xu Chen /  Zhang Wei –  Andrey Konakh /  Alexandr Russkikh:
- Hendri Kurniawan Saputra /  Hendra Wijaya –  Ong Soon Hock /  Tan Bin Shen:
- Mathias Boe /  Joachim Fischer Nielsen –  Mihail Popov /  Svetoslav Stoyanov:
- Matthew Hughes /  Martyn Lewis –  Kristof Hopp /  Ingo Kindervater:
- Anthony Clark /  Robert Blair –  Jan Sören Schulz /  Patrick Neubacher:
- Rian Sukmawan /  Eng Hian –  Ross Smith /  Glenn Warfe:
- Shen Ye /  He Hanbin –  Johannes Schöttler /  Tim Dettmann:
- Chris Langridge /  David Lindley –  Stanislav Kohoutek /  Pavel Florián:
- Lin Woon Fui /  Fairuzizuan Tazari –  Rasmus Bonde /  Kasper Faust Henriksen:
- Jens Eriksen /  Martin Lundgaard Hansen –  Anders Kristiansen /  Simon Mollyhus:
- Ashley Brehaut /  Aji Basuki Sindoro –  Roman Spitko /  Michael Fuchs:
- Lars Paaske /  Jonas Rasmussen –  Imanuel Hirschfeld /  Imam Sodikin:
- Xu Chen /  Zhang Wei –  Rasmus Andersen /  Peter Steffensen:
- Mathias Boe /  Joachim Fischer Nielsen –  Hendri Kurniawan Saputra /  Hendra Wijaya:
- Anthony Clark /  Robert Blair –  Matthew Hughes /  Martyn Lewis:
- Shen Ye /  He Hanbin –  Rian Sukmawan /  Eng Hian:
- Lin Woon Fui /  Fairuzizuan Tazari –  Chris Langridge /  David Lindley:
- Jens Eriksen /  Martin Lundgaard Hansen –  Ashley Brehaut /  Aji Basuki Sindoro:
- Lars Paaske /  Jonas Rasmussen –  Xu Chen /  Zhang Wei:
- Mathias Boe /  Joachim Fischer Nielsen –  Anthony Clark /  Robert Blair:
- Lin Woon Fui /  Fairuzizuan Tazari –  Shen Ye /  He Hanbin:
- Lars Paaske /  Jonas Rasmussen –  Jens Eriksen /  Martin Lundgaard Hansen:
- Mathias Boe /  Joachim Fischer Nielsen –  Lin Woon Fui /  Fairuzizuan Tazari:
- Lars Paaske /  Jonas Rasmussen –  Mathias Boe /  Joachim Fischer Nielsen:

### Damendoppel
- Gail Emms /  Donna Kellogg –  Vita Marissa /  Tetty Yunita:
- Christinna Pedersen /  Mie Schjøtt-Kristensen –  Anu Nieminen /  Li Wenyan:
- Jiang Yanmei /  Li Yujia –  Amelie Félx /  Florence Lavoie:
- Carina Mette /  Birgit Overzier –  Rachel van Cutsen /  Paulien van Dooremalen:
- Lena Frier Kristiansen /  Kamilla Rytter Juhl –  Emelie Fabbeke /  Sophia Hansson:
- Suzanne Rayappan /  Jenny Wallwork –  Carola Bott /  Karin Schnaase:
- Endang Nursugianti /  Rani Mundiasti –  Lim Pek Siah /  Joanne Quay:
- Ekaterina Ananina /  Anastasia Russkikh –  Amalie Fangel /  Valérie Loker:
- Sara Runesten-Petersen /  Julie Houmann –  Jenny Day /  Liza Parker:
- Diana Dimova /  Petya Nedelcheva –  Akvilė Stapušaitytė /  Kristīne Šefere:
- Mooi Hing Yau /  Ooi Yu Hang –  Susan Dobson /  Tania Luiz:
- Kamila Augustyn /  Nadieżda Zięba –  Britta Andersen /  Helle Nielsen:
- Joanne Nicholas /  Natalie Munt –  Fiona McKee /  Charmaine Reid:
- Pan Pan /  Tian Qing –  Elodie Eymard /  Weny Rasidi:
- Jwala Gutta /  Shruti Kurien –  Hayley Connor /  Rachel Howard:
- Jo Novita /  Greysia Polii –  Jennie Carlsson /  Emma Wengberg:
- Gail Emms /  Donna Kellogg –  Christinna Pedersen /  Mie Schjøtt-Kristensen:
- Jiang Yanmei /  Li Yujia –  Carina Mette /  Birgit Overzier:
- Lena Frier Kristiansen /  Kamilla Rytter Juhl –  Suzanne Rayappan /  Jenny Wallwork:
- Endang Nursugianti /  Rani Mundiasti –  Ekaterina Ananina /  Anastasia Russkikh:
- Sara Runesten-Petersen /  Julie Houmann –  Diana Dimova /  Petya Nedelcheva:
- Kamila Augustyn /  Nadieżda Zięba –  Mooi Hing Yau /  Ooi Yu Hang:
- Pan Pan /  Tian Qing –  Joanne Nicholas /  Natalie Munt:
- Jo Novita /  Greysia Polii –  Jwala Gutta /  Shruti Kurien:
- Gail Emms /  Donna Kellogg –  Jiang Yanmei /  Li Yujia:
- Lena Frier Kristiansen /  Kamilla Rytter Juhl –  Endang Nursugianti /  Rani Mundiasti:
- Kamila Augustyn /  Nadieżda Zięba –  Sara Runesten-Petersen /  Julie Houmann:
- Jo Novita /  Greysia Polii –  Pan Pan /  Tian Qing:
- Gail Emms /  Donna Kellogg –  Lena Frier Kristiansen /  Kamilla Rytter Juhl:
- Kamila Augustyn /  Nadieżda Zięba –  Jo Novita /  Greysia Polii:
- Kamila Augustyn /  Nadieżda Zięba –  Gail Emms /  Donna Kellogg:

### Mixed
- Robin Middleton /  Liza Parker –  Tim Dettmann /  Annekatrin Lillie:
- Mike Beres /  Valérie Loker –  Glenn Warfe /  Susan Dobson:
- Jens Eriksen /  Lena Frier Kristiansen –  Chris Tonks /  Natalie Munt:
- Jacob Chemnitz /  Julie Houmann –  Chris Langridge /  Jenny Day:
- Jürgen Wouters /  Paulien van Dooremalen –  William Milroy /  Fiona McKee:
- Daniel Shirley /  Joanne Quay –  Ross Smith /  Tania Luiz:
- Xu Chen /  Cheng Shu –  Svetoslav Stoyanov /  Elodie Eymard:
- Lars Paaske /  Helle Nielsen –  Henri Hurskainen /  Emma Wengberg:
- Zhang Wei /  Zhao Yunlei –  Brian Prevoe /  Yu Qi:
- Devin Lahardi Fitriawan /  Tetty Yunita –  Robin Middleton /  Liza Parker:
- Jonas Rasmussen /  Britta Andersen –  Robert Adcock /  Hayley Connor:
- Rasmus Andersen /  Anastasia Russkikh –  Mike Beres /  Valérie Loker:
- Anthony Clark /  Donna Kellogg –  Michael Fuchs /  Carina Mette:
- Jens Eriksen /  Lena Frier Kristiansen –  Imam Sodikin /  Elin Bergblom:
- Ingo Kindervater /  Kathrin Piotrowski –  Hendra Wijaya /  Jiang Yanmei:
- Jacob Chemnitz /  Julie Houmann –  Tan Bin Shen /  Ooi Yu Hang:
- Flandy Limpele /  Vita Marissa –  Jürgen Wouters /  Paulien van Dooremalen:
- He Hanbin /  Tian Qing –  Ian Palethorpe /  Joanne Nicholas:
- Kristof Hopp /  Birgit Overzier –  Daniel Shirley /  Joanne Quay:
- Thomas Laybourn /  Kamilla Rytter Juhl –  David Lindley /  Suzanne Rayappan:
- Peter Steffensen /  Sara Runesten-Petersen –  Xu Chen /  Cheng Shu:
- Robert Mateusiak /  Nadieżda Zięba –  Rasmus Bonde /  Christinna Pedersen:
- Lars Paaske /  Helle Nielsen –  Robert Blair /  Jenny Wallwork:
- Nathan Robertson /  Gail Emms –  Hendri Kurniawan Saputra /  Li Yujia:
- Zhang Wei /  Zhao Yunlei –  Devin Lahardi Fitriawan /  Tetty Yunita:
- Rasmus Andersen /  Anastasia Russkikh –  Jonas Rasmussen /  Britta Andersen:
- Anthony Clark /  Donna Kellogg –  Jens Eriksen /  Lena Frier Kristiansen:
- Jacob Chemnitz /  Julie Houmann –  Ingo Kindervater /  Kathrin Piotrowski:
- Flandy Limpele /  Vita Marissa –  He Hanbin /  Tian Qing:
- Thomas Laybourn /  Kamilla Rytter Juhl –  Kristof Hopp /  Birgit Overzier:
- Robert Mateusiak /  Nadieżda Zięba –  Peter Steffensen /  Sara Runesten-Petersen:
- Nathan Robertson /  Gail Emms –  Lars Paaske /  Helle Nielsen:
- Rasmus Andersen /  Anastasia Russkikh –  Zhang Wei /  Zhao Yunlei:
- Anthony Clark /  Donna Kellogg –  Jacob Chemnitz /  Julie Houmann:
- Thomas Laybourn /  Kamilla Rytter Juhl –  Flandy Limpele /  Vita Marissa:
- Nathan Robertson /  Gail Emms –  Robert Mateusiak /  Nadieżda Zięba:
- Anthony Clark /  Donna Kellogg –  Rasmus Andersen /  Anastasia Russkikh:
- Thomas Laybourn /  Kamilla Rytter Juhl –  Nathan Robertson /  Gail Emms:
- Anthony Clark /  Donna Kellogg –  Thomas Laybourn /  Kamilla Rytter Juhl: